# Рокета Сан'Антонио
Рокета Сан'Антонио (итал. Rocchetta Sant'Antonio) је насеље у Италији у округу Фођа, региону Апулија.
Према процени из 2011. у насељу је живело 1870 становника. Насеље се налази на надморској висини од 612 м.

## Становништво
Према резултатима пописа становништва 2011. у општини је живело 1.954 становника.
| 1931. | 1936. | 1951. | 1961. | 1971. | 1981. | 1991. | 2001. | 2011. |
| ----- | ----- | ----- | ----- | ----- | ----- | ----- | ----- | ----- |
| 5.107 | 5.235 | 5.425 | 4.117 | 3.246 | 2.617 | 2.293 | 2.034 | 1.954 |

## Партнерски градови
- Колењо
- Gaiba